# Tekno
 Ikke at forveksle med musikgenren Techno.
Tekno, Dansk Legetøjs Industri, var en dansk legetøjsfabrik. Mellem 1928 og 1972 producerede fabrikken millioner af legetøjsbiler m.m., som blev uhyre populære blandt børn i Danmark og eksporteredes til hele verden.

## Begyndelsen
Fabrikken blev grundlagt den 1. september 1928 af blikkenslager A. Siegumfeldt i en villakælder i Vanløse. I 1930 modtog man Industrirådets højeste præmie og diplom for bliklegetøjet Tekno Ingeniørsæt. I 1932 flyttede fabrikken til en lejet fabriksbygning på Tranevej i Københavns Nordvestkvarter, men denne bygning blev hurtigt for lille, og i 1935 flyttede fabrikken til en nyopført fabriksbygning på Rentemestervej med 600 kvadratmeter etageareal (denne bygning huser i dag, Glad Fonden). Produktion og efterspørgsel voksede stadig.

## 2. verdenskrig
I 1940 kom der forbud mod brug af hvidblik, som var den vigtigste råvare til de store Falck-blikbiler. Forbuddet blev først ophævet i 1952. Man gik derfor i gang med at fremstille mindre, sprøjtestøbte bilmodeller i skala 1:43. Råvaren til disse modeller var en zink-legering, et materiale som var tilgængeligt under hele krigen. Metal-sprøjtestøbning var helt ukendt i Danmark på dette tidspunkt, og man måtte selv fremstille det nødvendige værktøj og maskiner.

## Efterkrigstiden
Efter krigen blev det igen tilladt at bygge, og man byggede til på Rentemestervej og der blev desuden bygget en fabrik for trælegetøj i Frederikssund. Der var ca. 200 ansatte. Eksport til Sverige og Norge kom i gang; en del af produktionen til det norske marked foregik i Norge.
Efterhånden kom der også en eksport i gang til USA, England, Tyskland, Holland og flere andre lande. På højdepunktet nåede produktionen op på 1 million modelbiler om året, hvoraf omkring 2/3 gik til eksport. Det var et meget højt tal, også sammenlignet med internationale konkurrenter som Dinky Toys, Corgi Toys, Solido m.fl.

## Afslutningen
Efter fabrikant A. Sigumfeldts død i 1967, overtog datteren Esther Siegumfeldt den daglige ledelse af firmaet. Hun forsøgte at drive Tekno videre i faderens ånd, men på grund af økonomiske og driftsmæssige vanskeligheder valgte hun at ophøre med produktionen i København i 1970. Der blev etableret kontakt til firmaet Algrema-Tekno i Hjørring, og der blev gennemført en sammenlægning af de to selskaber med Erik Frederiksen som ejer, og firmaets navn blev efterfølgende Algrema-Tekno A/S.  1971 blev en ny fabriksbygning på Hedevej i Hjørring indviet. Den 12. august 1972 gik Algrema-Tekno konkurs.

## Tekno i nutiden
1972 blev ingeniørsættet forsøgt fortsat fremstillet af det hollandske firma AP Teknik, men skruer og aksler havde 3 mm. gevind, så de passede ikke sammen med det gamle Tekno Ingeniørsæt. I dag fremstilles der stadig Teknobiler, dog kun lastbiler, som er mærket "Tekno made in Holland" i bunden.
Alle Tekno's produkter er i dag eftertragtede samlerobjekter, og interessen er stigende. Gamle Tekno modelbiler og komplette Tekno Ingeniørsæt i perfekt stand kan være flere tusinde kroner værd. De høje priser forudsætter dog at der er tale om originale biler og byggesæt. 
På grund af den store samlerinteresse for modelbilerne er der opstået en hjemmeindustri med restaurering af biler, og nogle af disse folk er blevet så dygtige at det i nogle tilfælde kan være særdeles vanskeligt at se forskel på originale og restaurerede biler. Der må derfor udvises stor forsigtighed ved køb på online auktioner som eBay m.fl.